# Hexatoma prolixicornis
Hexatoma prolixicornis är en tvåvingeart som beskrevs av Alexander 1943. Hexatoma prolixicornis ingår i släktet Hexatoma och familjen småharkrankar. Inga underarter finns listade i Catalogue of Life.